# XFM 96.3
Expat Radio 96.3 XFM是新加坡的一個調頻電台，屬於新傳媒私人有限公司。是新加坡唯一混合日語、法語、韓語、印地語、孟加拉語與德語的電台，目標聽眾為住在新加坡的外國居民。96.3 XFM已於2016年停播。

## 停播
2016年6月15日，因廣播領域快速轉變，新傳媒宣布將於今年9月30日停播XFM 96.3，該電台的職員將調到其他部門。
2016年9月30日，XFM 96.3停播。
2017年3月，新加坡報業控股取得原XFM 96.3的頻率。2018年1月起，96.3的頻率由新電台96.3好FM使用。